# Ondřej Šourek
Ondřej Šourek (* 26. dubna 1983, Ledeč nad Sázavou, Československo) je bývalý český fotbalový obránce. Hrával na pozici stopera, byl kvalitním hlavičkářem. Prošel klubová angažmá v České republice, na Slovensku a v Polsku. Zahrál si i Ligu mistrů UEFA (v dresu Slavie i Žiliny) a Pohár UEFA.
Po skončení hráčské kariéry se stal asistentem hlavního trenéra Pavla Procházky u juniorského týmu FC Vysočina Jihlava.

## Klubová kariéra
S fotbalem začínal v rodném městě Ledeč nad Sázavou, odkud se přes Havlíčkův Brod dostal do jihlavského klubu FC Vysočina. Tady působil od dorostu (1996). V A-mužstvu Jihlavy nasbíral 105 startů ve druhé lize a 24 v první lize.

### SK Slavia Praha
Ondřej Šourek v létě 2007 podepsal smlouvu s fotbalovou Slavií, ale ta se s jeho klubem Jihlavou nedohodla na částce, a smlouva tak měla platit až od ledna 2008. Kluby se ale nakonec dohodly. V sezoně 2007/08 získal se Slavií mistrovský titul, i když hrával jako náhradník. Ochutnal s týmem atmosféru Ligy mistrů UEFA.

### MŠK Žilina
Po roce (v létě 2008) přestoupil do týmu slovenského vicemistra MŠK Žilina, kde se propracoval do základní sestavy. I zde se v sezóně 2009/10 těšil z titulu mistra ligy a zahrál si Ligu mistrů UEFA i Pohár UEFA.

### TS Podbeskidzie Bielsko-Biała
V létě roku 2011 změnil dres znovu - ze Žiliny zamířil do týmu Podbeskidzie Bielsko-Biała, nováčka polské nejvyšší ligy, podepsal dvouletou smlouvu. Od českého záložníka Františka Metelky získal o klubu dobré reference, svou roli sehrála i blízkost klubu u českých hranic, což kvůli rodině upřednostnil. Angažmá v Polsku se podle jeho slov příliš nevydařilo a tak po roce (v létě 2012) usiloval o návrat do FC Vysočiny Jihlava, klubu, v němž zahájil svou profesionální fotbalovou kariéru. V Podbeskidzie ho nahradil slovenský obránce Michal Piter-Bučko.

### FC Vysočina Jihlava
Jihlava postoupila v sezóně 2011/12 do první ligy. V 7. ligovém kole sezóny 2012/13 hrál klub z Vysočiny doma proti Baníku Ostrava, Ondřej Šourek se gólem podílel na výhře 3:2, když ve 28. minutě zvyšoval na 2:1 (Jihlava zároveň zůstala po 7. kole jediným neporaženým týmem a posunula se na 5. místo průběžné tabulky). Od října 2014 do října 2015 nehrál, prodělával vleklé zdravotní trable s patou. Ve Vysočině působil celkem čtyři sezóny, tu poslední navlékal kapitánskou pásku.

### SK Dynamo České Budějovice
V létě 2016 mu vypršela smlouva s Vysočinou Jihlava, poté přijal angažmá v druholigovém českém klubu SK Dynamo České Budějovice. Zde odehrál v sezóně 2016/17 26 ligových zápasů, branku nevstřelil. Poté se v létě 2017 rozhodl ukončit profesionální kariéru. 

Na amatérské úrovni začal hrát nižší ligu v rakouském SC Wieselburg.

## Reprezentační kariéra
Ondřej Šourek si připsal jeden start za českou reprezentaci do 20 let. Nastoupil 1. května 2003 ve druhém poločase přátelského zápasu proti Maďarsku (výhra domácího Maďarska 5:1), gól nevstřelil.
Za českou "jedenadvacítku" nastoupil ve 2 přátelských zápasech, neskóroval.
28. dubna 2004 nastoupil v zápase v Sofii proti domácímu Bulharsku, jenž "lvíčata" prohrála 0:4  a 22. května 2004 byl u domácí výhry ČR s Tureckem 1:0.